# Liste von Söhnen und Töchtern der Stadt Burgas
Diese Liste zählt Personen auf, die in der bulgarischen Stadt Burgas geboren wurden. Die Liste erhebt keinen Anspruch auf Vollständigkeit.

## Bis 1900
- Niko Popow (1837–1905), Politiker

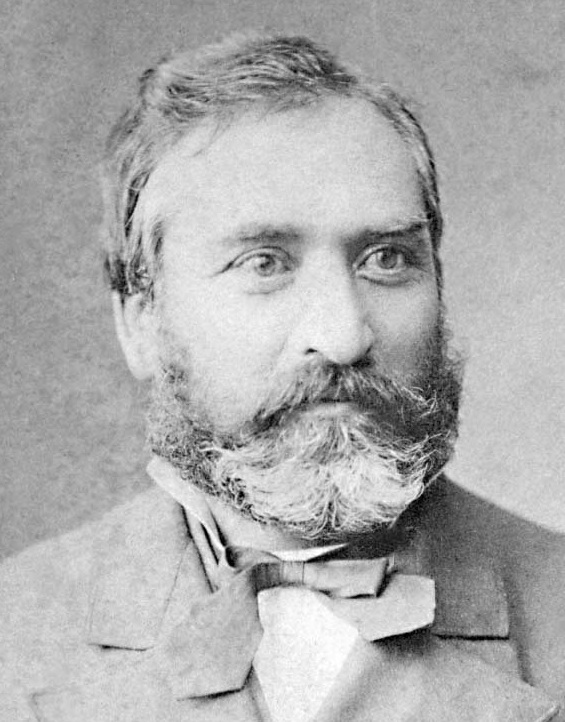
Niko Popow
(1837–1905)

- Simeon von Warna und Preslaw (1840–1937), orthodoxer Geistlicher; Metropolit von Warna und Weliki Preslaw von 1872 bis 1937
- Wladimir Wassilew (1883–1963), Kritiker
- Kostas Varnalis (1884–1974), Dichter
- Stefan Tinterow (1885–1912), Dichter

## 1901–1950

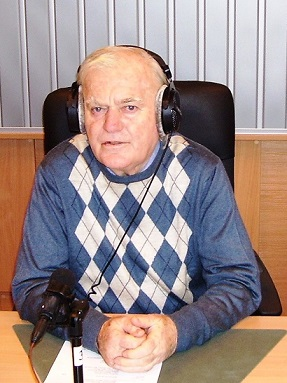
Tontscho Russew
(1932–2018)

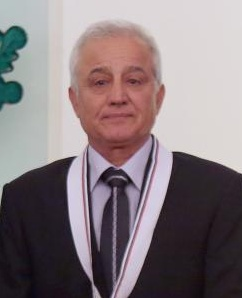
Georgi Kostadinow
(* 1950)

- Anestis Logothetis (1921–1994), österreichischer Komponist griechischer Herkunft
- Lasar Nikolow (1922–2005), Komponist
- Apostol Karamitew (1923–1973), Schauspieler
- Georgi Baew (1924–2007), Maler
- Alexander Jankow (1924–2019), Jurist
- Georgi Kalojantschew (1925–2012), Schauspieler
- Dimitar Bobtschew (1926–2015), Radrennfahrer
- Stephen C. Apostolof (1928–2005), Regisseur
- Ginjo Ganew (1928–2016), Politiker
- Anton Dontschew (1930–2022), Schriftsteller
- Tontscho Russew (1932–2018), Komponist und Musiker
- Prodan Prodanow (1933–2009), Politiker
- Rajna Kabaiwanska (* 1934), Operndiva
- Avraham Ofek (* 1935), Maler und Bildhauer
- Konstantin Taschew (1935–1990), Komponist
- Nikola Aleksandrow (* 1937), Politiker
- Iwan Radulow (* 1939), Schachgroßmeister
- Nedjalko Jordanow (* 1940), Schriftsteller
- Russi Tschanew (* 1945), Schauspieler
- Atanas Kirow (1946–2017), Gewichtheber
- Stefka Jordanowa (1947–2011), Sprinterin und Mittelstreckenläuferin
- Joan Kostadinow (* 1947), Politiker
- Emil Tschakarow (1948–1991), Komponist
- Georgi Kostadinow (* 1950), Boxer

## 1951–1980
- Rumen Owtscharow (* 1952), Politiker
- Stanimir Iltschew (* 1953), Politiker

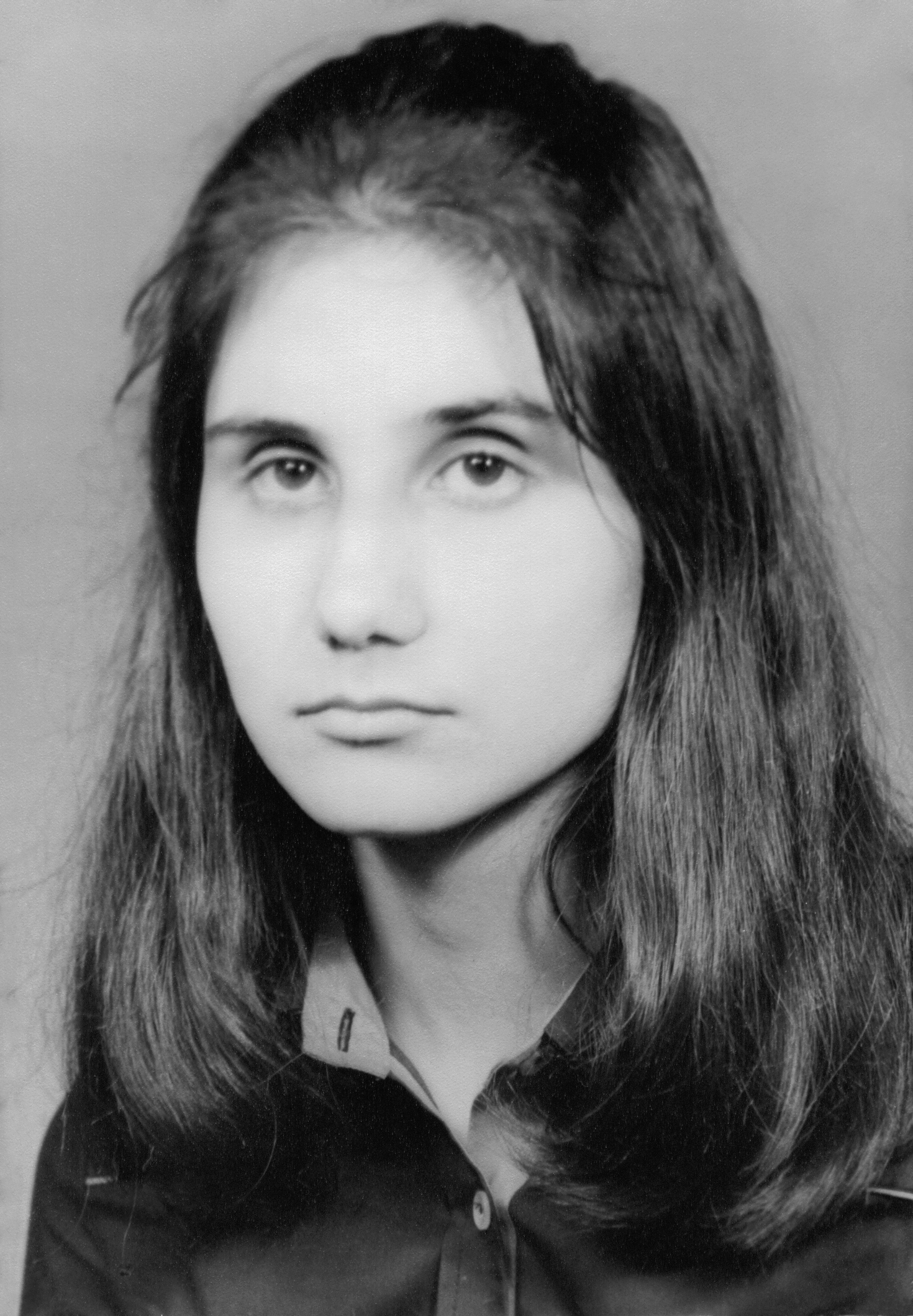
Petja Dubarowa
(1962–1979)

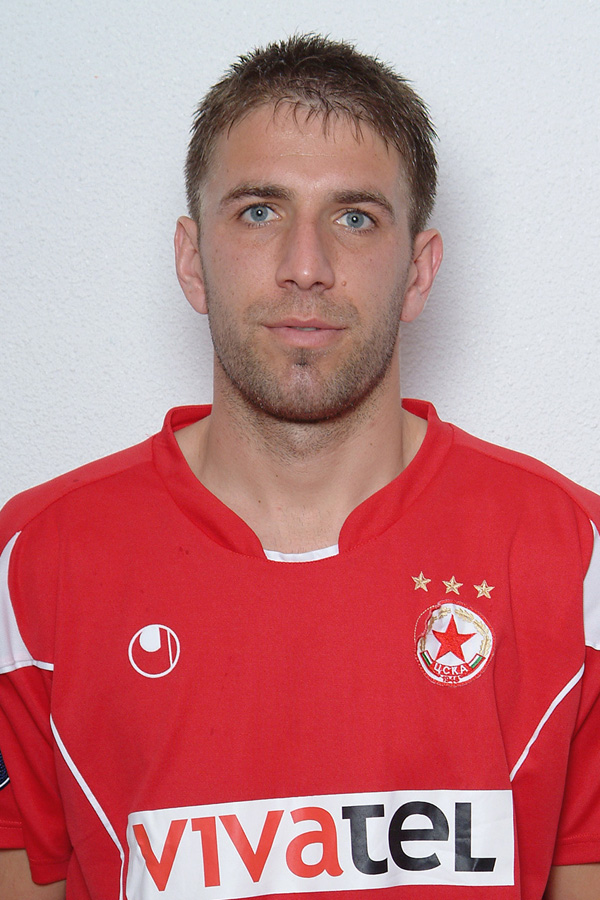
Georgi Tschilikow
(* 1978)

- Daniela Boschinowa (* 1960), Bürgerrechtlerin und Politikerin
- Petja Dubarowa (1962–1979), Dichterin und Schauspielerin
- Toni Dimitrowa (* 1963), Sängerin
- Milen Ruskow (* 1966), Schriftsteller und Übersetzer
- Walentin Iwanow (* 1967), Astronom
- Dimitar Nikolow (* 1967), Politiker
- Dijan Petkow (* 1967), Fußballspieler
- Rumjana Schelewa (* 1969), Politikerin
- Swetla Dimitrowa (* 1970), Leichtathletin
- Dimitar Ratschkow (* 1972), Schauspieler[1]
- Radostin Kischischew (* 1974), Fußballspieler
- Iwo Janakiew (* 1975), Ruderer, 2004 Olympiadritter
- Kamen Kalew (* 1975), Regisseur
- Georgi Markow (* 1978), Gewichtheber
- Georgi Tschilikow (* 1978), Fußballspieler
- Nikolaj Krastew (* 1979), Fußballspieler
- Stojko Sakaliew (* 1979), Fußballspieler

## Ab 1981

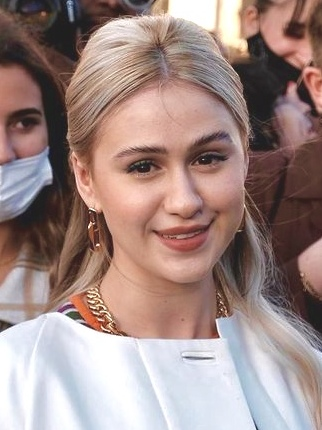
Marija Bakalowa
(* 1996)

- Emin Aladağ (* 1983), türkischer Fußballspieler
- Kosta Janew (* 1983), Fußballspieler
- Radoslaw Konstantinow (* 1983), Bahn- und Straßenradrennfahrer
- Schasmina Toschkowa Madschid (* 1985), Fernsehmoderatorin, Filmschauspielerin und Model
- Georgi Sarmow (* 1985), Fußballspieler
- Janko Georgiew (* 1988), Fußballspieler
- Iwan Markow (* 1988), Gewichtheber
- Plamen Dimow (* 1990), Fußballspieler
- Wenelin Filipow (* 1990), Fußballspieler
- Elian Dimitrow (* 1991), Boxer
- Marija Bakalowa (* 1996), Schauspielerin
- Magdalena Dobrewa (* 1999), Schauspielerin
- Stefani Kirjakowa (* 2001), Rhythmische Sportgymnastin